# NGC 1099
NGC 1099 (również PGC 10422 lub HCG 21A) – galaktyka spiralna z poprzeczką (SBb), znajdująca się w gwiazdozbiorze Erydanu. Odkrył ją Francis Leavenworth 17 października 1885 roku. Należy do zwartej grupy galaktyk Hickson 21 (HCG 21).